# Градински охлюв
Градинският охлюв (Helix pomatia) е сухоземен белодробен охлюв, най-едрият в Европа. Черупката му е с височина до 4 cm. Живее в градини и залесени места. Храни се с листа. Вреди на селскостопанските култури. В природата той живее средно 7 – 8 години, могат да живеят и до 20 години.
Други имена са голям охлюв, Бургундски охлюв, Римски охлюв, лунен охлюв.
Смята се, че родното място на охлювите е Централна и Югоизточна Европа. Още от древността хората са ги използвали за достъпна и здравословна храна.
- Черупки